# Anna Paulowna
Anna Paulowna là một đô thị ở tỉnh Noord-Holland của Hà Lan.
Đô thị này lấy tên từ Anna Paulownapolder, bị để khô năm 1846 trong thời kỳ trị vì của vua William II của Hà Lan và đặt đặc theo vợ ông, hoàng hậu Anna Paulowna.

## Các trung tâm dân cư
Đô thị Anna Paulowna bao gồm các trung tâm dân cư sau: Anna Paulowna, Breezand, Nieuwesluis, Van Ewijcksluis, Wieringerwaard.